# Bonito, Bahia
Bonito là một đô thị thuộc bang Bahia, Brasil. Đô thị này có diện tích 641,229 km², dân số năm 2007 là 14113 người, mật độ 22,01 người/km².